# Gaurenopsis velutina
Gaurenopsis velutina là một loài bướm đêm trong họ Noctuidae.